# 夏達龍
夏 達龍（なつ たつりゅう、シア・ダロン、簡体字: 夏达龙、繁体字: 夏達龍、英語: Xia Dalong、1993年6月27日 - ）は、愛知県名古屋市出身のサッカー選手。ポジションはフォワード。
父は中国人、母は日本と中国のハーフで、自身は中国籍。兄はバスケットボール選手の夏達維。

## 来歴
5歳の時に名古屋サッカースクールに入り、中学卒業まで在籍。その後、東海学園高等学校に進学してサッカー部に入ったが出場機会に恵まれず、2012年3月に高校を卒業した後はプロサッカー選手の夢を断念して北京の語学学校に留学した。当時はまだ中国語を話せなかった。
2014年9月、上海工程技術大学に中国人本科生として入学。間もなく上海の日本人社会人サッカーチーム「上海JF」に加入。
2016年に加入した中国の社会人サッカーチームでコーチに「君の実力なら中国でプロサッカー選手になれる」と言われたことがきっかけで再びプロサッカー選手を目指すことになる。
2018年、中国サッカー協会会員協会チャンピオンズリーグ（4部）の深圳新橋足球倶楽部と契約。25歳でセミプロの選手としてデビューを果たした。
2019年、乙級リーグ（3部）の保定容大足球倶楽部と2年契約を結ぶ。しかし、同クラブは財政難から2020年2月13日に解散。
2020年5月20日、甲級リーグ（2部）に昇格したシティ・フットボール・グループ傘下の四川九牛足球倶楽部と契約。
2020年7月から超ワールドサッカーにコラム「足球日記」を連載中である。

## 所属クラブ
- 名古屋S.S.
- 東海学園高等学校サッカー部
- 上海JF
- 2018年  深圳新橋足球倶楽部（中国語版）
- 2019年  保定容大足球倶楽部
- 2020年 -  四川九牛足球倶楽部